# Ntsu Mokhehle

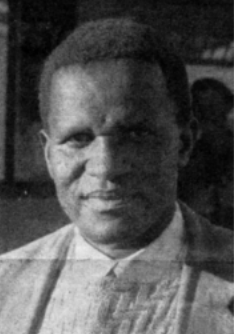
Mokhehle (1963)

Ntsu Clement Mokhehle (* 26. Dezember 1918 in Teyateyaneng, Basutoland; † 6. Januar 1999 in Bloemfontein, Südafrika) war ein Politiker in Lesotho. Von 1994 bis 1998 war er Premierminister des Landes.

## Leben
Ntsu Clement  Mokhehle wurde als Sohn des Schulinspektors Cicerone Mokhehle geboren. Er besuchte Schulen der Anglikanischen Kirche und absolvierte anschließend ein Studium an der Universität Fort Hare in Südafrika. Für die Zeitung Mochochonono in Basutoland schrieb er erste politische Artikel. 1942 wurde er wegen seiner politischen Tätigkeit exmatrikuliert und schloss sich in Basutoland dem Lekhotla la Bafo an. 1944 durfte er an die Universität zurückkehren, wo er Mitglied der neugegründeten ANC Youth League wurde, wie etwa Nelson Mandela. Er erwarb einen Abschluss als Bachelor of Science. Er setzte seine Studien als Biologe fort und entdeckte mehrere Arten Parasiten. Seine Studien schloss er mit einem Master-Titel ab. In Basutoland gründete er 1952, 14 Jahre vor der Unabhängigkeit Lesothos, den Basutoland African Congress (BAC), deren Vorsitzender er wurde. Er arbeitete an einer Sekundarschule als Lehrer, wurde aber aus politischen Gründen entlassen. So konnte er sich jedoch voll seiner Parteiarbeit widmen.
Ab 1958 hieß Mokhehles Partei Basutoland Congress Party (BCP). Sein Vorbild war der Panafrikanismus des ghanaischen Präsidenten Kwame Nkrumah. Bei der Wahl 1960 gewann die BCP drei Viertel der möglichen Sitze im Basutoland National Council, jedoch stellten ernannte Mitglieder die Hälfte der Abgeordneten, so dass die BCP ihre politischen Vorstellungen nicht durchsetzen konnten. Die Parlamentswahl 1965 verlor Mokhehle gegen Leabua Jonathan und dessen Basutoland National Party (BNP). Bei der folgenden Wahl im Januar 1970 erreichte er hingegen die absolute Mehrheit der Mandate, woraufhin die Wahl von Jonathan annulliert wurde. Viele BCP-Politiker, darunter Mokhehle, wurden inhaftiert. Nach seiner Entlassung unternahm er mit der BCP einen Putschversuch, der fehlschlug. Er wurde ins Exil nach Botswana und Sambia gezwungen und lebte schließlich in Südafrika. Dort lebte er versteckt in einem Township bei Odendaalsrus im Oranje-Freistaat und anschließend im damaligen Homeland Qwaqwa an der Grenze zu Lesotho. Von Südafrika aus versuchte er, die Macht in Lesotho zu erlangen. Unter anderem leitete er den militanten Flügel seiner Partei, die Lesotho Liberation Army (LLA), die über 100 Anschläge verübte und mehrere Jahre von der südafrikanischen Regierung als Druckmittel gegen die Jonathan-Regierung instrumentalisiert wurde. Mokhehle lebte eine Zeit lang inkognito auf dem Gelände der verdeckt operierenden Polizeieinheit Vlakplaas, die für zahlreiche politische Morde an Schwarzen verantwortlich war, um über eine Bewaffnung der LLA zu verhandeln. 1980 sagte Mokhehle sich jedoch von der LLA los und wurde im August desselben Jahres vom südafrikanischen Präsidenten Pieter Willem Botha der Jonathan-Regierung im Austausch für den in Südafrika gesuchten Chris Hani angeboten. Jonathan lehnte dies jedoch ab. Trotz seines Exils war Mokhehle in Lesotho bei vielen oppositionell denkenden Menschen populär.
1989 konnte Mokhehle nach Lesotho zurückkehren. Nach dem Ende der Militärdiktatur und der Einführung einer neuen Verfassung 1993 kam es zu freien Wahlen, die die BCP hoch gewann, so dass sie alle 65 Sitze erhielt. Mokhehle wurde am 2. April 1993 neuer Premierminister Lesothos. Bis auf die Zeit nach einem Putsch des Königs Letsie III. vom 18. August bis zum 14. September 1994 regierte Mokhehle das Land bis zum 29. Mai 1998. Mokhehles Gesundheit war jedoch schon angeschlagen; die Zeit seiner Regierung war von heftigen Auseinandersetzungen geprägt, auch innerhalb der Regierungsfraktion. Kurz vor Ende der Legislaturperiode war Mokhehle als Parteivorsitzender vom Maporesha-Flügel (etwa: „Druckmacher-Flügel“) unter Molapo Qhobela gestürzt worden; in der Folge hatte sich der Lesotho Congress for Democracy (LCD) mit Mokhehle an der Spitze von der BCP abgespalten. Dies löste eine Verfassungskrise aus, da Mokhehle für den LCD den Status einer Regierungspartei beanspruchte. Mokhehle trat aus gesundheitlichen Gründen zurück. Mokhehles jüngerer Bruder Shakhane Robong Mokhehle versuchte, sein Nachfolger zu werden, gewählt wurde aber Bethuel Pakalitha Mosisili. Bei der Parlamentswahl 1998 trat dieser für den LCD an, gewann die Wahl und wurde als Premierminister Nachfolger Mokhehles, der wenig später in einem südafrikanischen Krankenhaus starb.

## Ehrungen
- 1990: Ehrendoktorwürde der National University of Lesotho
- 1996: Ehrendoktorwürde der University Fort Hare[3]